# Albanisch-polnische Beziehungen
Die Albanisch-polnischen Beziehungen beschreiben das außenpolitische Verhältnis zwischen Albanien und Polen. 
In der Zwischenkriegszeit nahmen beide Staaten diplomatische Beziehungen auf.
Auch die Volksrepublik Polen hatte zunächst Beziehungen zu Albanien. Wie andere Staaten des Ostblocks unterstützte Polen den Aufbau im kleinen Balkanstaat stark. Polen war etwa sechst-wichtigster Geldgeber. Nach dem Bruch Albaniens mit Moskau wurden die Beziehungen zwischen Albanien und der Sowjetunion sowie den anderen Staaten des Ostblocks auf Eis gelegt. 1968 trat Albanien auch aus dem Warschauer Pakt aus.

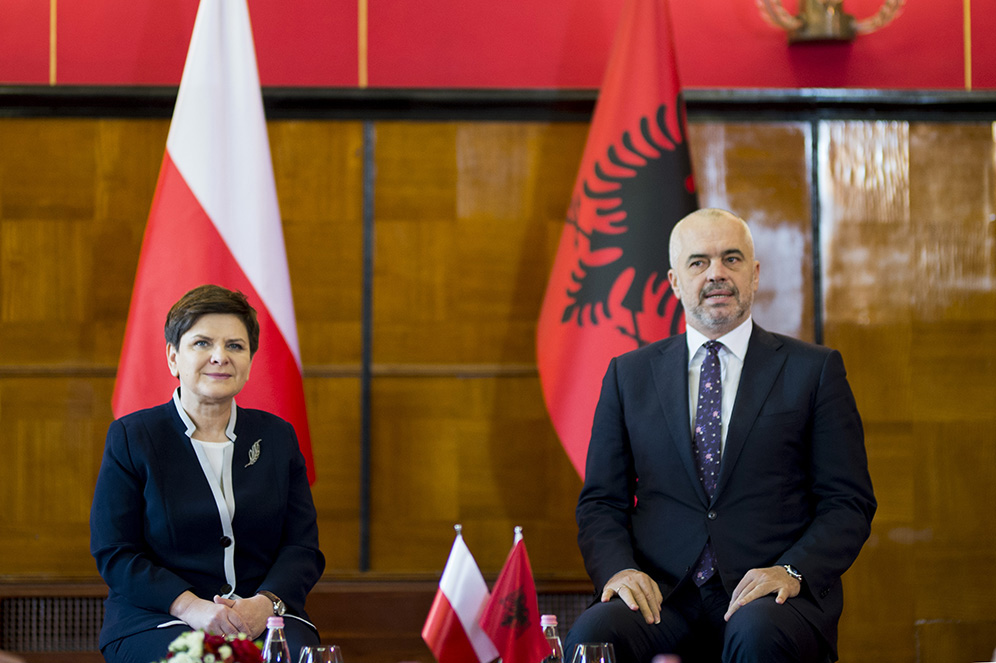
Besuch 2016 der polnischen Ministerpräsidentin Beata Szydło bei ihrem albanischen Amtskollegen Edi Rama

Erst nach dem Ende des Kalten Krieges wurden wieder diplomatische Beziehungen zwischen der Polen und Albanien aufgenommen. Nach dem Zerfall von Jugoslawien erkannte Polen im Februar 2008 die Unabhängigkeit des Kosovos an. Seit 1999 hat Polen im Kosovo ein polnisches Friedenskontingent stationiert, derzeit im Rahmen der KFOR. Nach dem Ende des Kalten Krieges trat die Dritte Polnische Republik der EU und der NATO bei, Albanien bemüht sich um die Aufnahme in beide Staatenbünde. Die Beziehungen sind gut und freundschaftlich. Viele Polen verbringen ihren Urlaub in Albanien.
Polen besitzt eine Botschaft in Tirana. Albanien hat eine Botschaft in Warschau.